# Richard Fischer
Richard Fischer (27. března 1872 Loštice – 4. února 1954 Olomouc) byl advokát, žurnalista, publicista, politik, člen Moravské strany pokrokové a Lidové strany pokrokové (moravská odnož mladočeské strany), poslanec Revolučního národního shromáždění Republiky československé za Českou státoprávní demokracii, respektive za z ní vzniklou Československou národní demokracii, později politik Národního sjednocení a starosta Olomouce v letech 1923–1939.

## Život
Vystudoval Slovanské gymnázium v Olomouci a po maturitě v roce 1891 studoval na Univerzitě Karlově v Praze práva. V roce 1896 promoval a zahájil advokátní praxi v Olomouci u dr. Geislera. Vzápětí vstoupil do společenského a politického života a v roce 1903 si otevřel vlastní advokátní kancelář. Pracoval v olomouckých českých vlasteneckých spolcích, např. Matici školské, napsal stovky článků a absolvoval bezpočet přednášek. Postupně se vypracoval v znalce i praktika v otázkách finančních, národohospodářských i školských. Neustále byl činný žurnalisticky a napsal i přes 40 samostatných publikací.

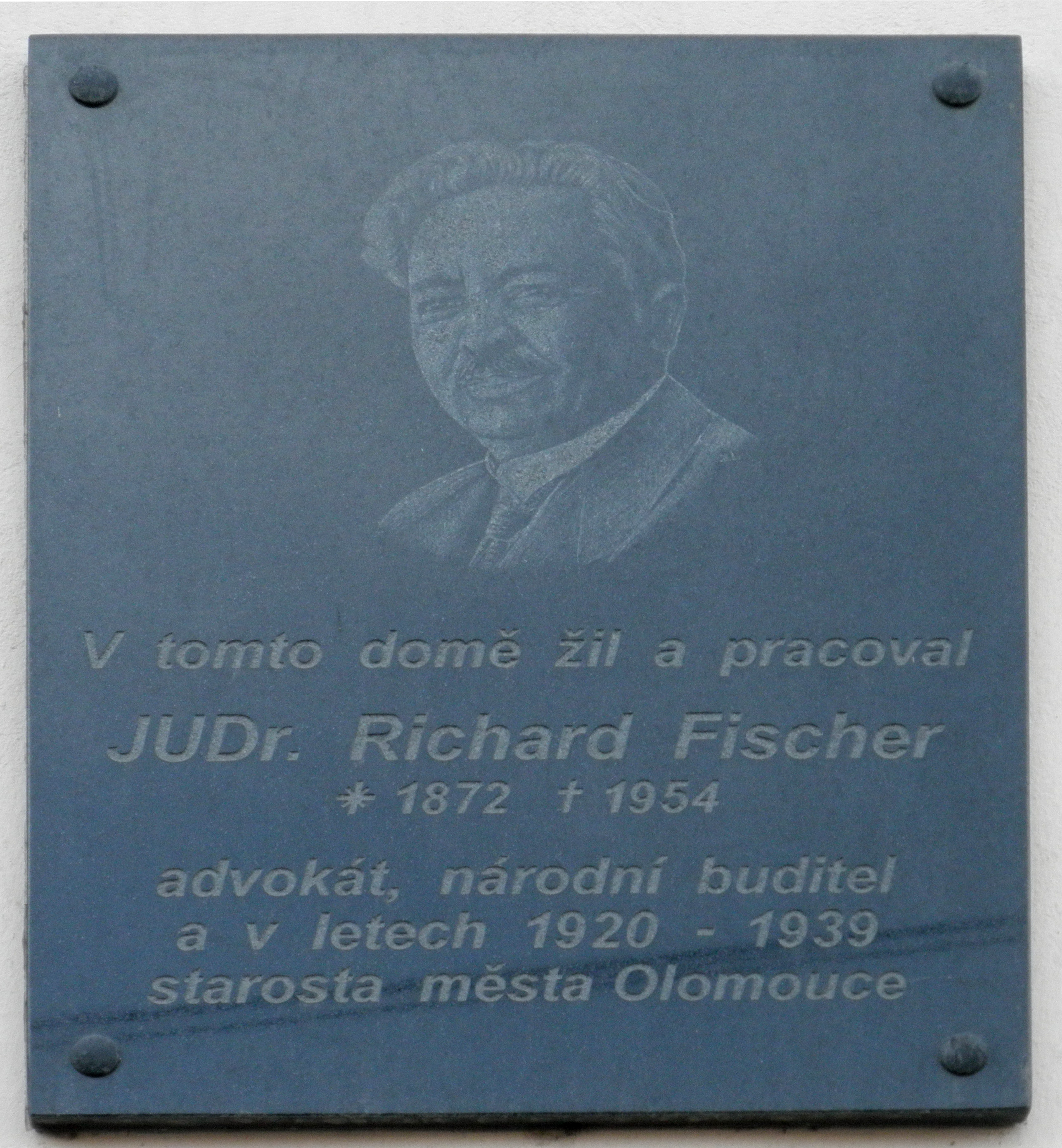
Pamětní deska na třídě Svobody 18 v Olomouci, kde Richard Fischer žil a pracoval

Do politiky vstoupil koncem 19. století jako součást hnutí Mladá Morava, tvořeného pokrokovými studenty, majícími blízko k mladočechům a hnutí takzvaných realistů. Vzešel z okruhu sdružení Politický spolek pro severní Moravu založeného roku 1892. Podílel se pak na proměně politického spektra na Moravě (Moravská strana pokroková) a pozdějším vytvoření Lidové strany pokrokové. V roce 1906 byl zvolen na Moravský zemský sněm. V roce 1911 patřil do mladší generace Lidové strany pokrokové na Moravě. Během tehdejšího pnutí ve straně, souvisejícího s tlakem mladočechů z Čech na větší integraci a programové sblížení, byl nakloněn tomuto tlaku vyhovět, ale nakonec byl přesvědčen Adolfem Stránským, aby zůstal loajální vůči stávajícímu vedení strany a nepodpořil uvažovanou výstavbu zcela nové mladočeské strany na Moravě. Kandidoval za tuto stranu na Moravský zemský sněm ve volbách roku 1913. Za první světové války byl vyslán do Národního výboru, ale roku 1917 se z něj stáhl (musel totiž narukovat). Vystřídal ho v něm Jaroslav Budínský. Vrátil se do něj v říjnu 1918, nyní už zastupoval Českou státoprávní demokracii.
Od roku 1918 zasedal v Revolučním národním shromáždění. Ještě roku 1918 ale na členství v tomto zákonodárném sboru rezignoval. Byl profesí advokátem. Politicky se za první republiky angažoval v Československé národní demokracii, v 30. letech s ní přešel do nové formace Národní sjednocení. V roce 1937 se stal jeho místopředsedou a Karel Kramář ho před svou smrtí pověřil vedením ústředního výboru Národního sjednocení a usmířením znepřátelených frakcí.
Dominantním polem jeho aktivit ale byla komunální politika. Do křesla starosty statutárního města Olomouce byl poprvé zvolen v roce 1923, pak znovu a s velkou převahou v letech 1927 a 1932 (již předtím však na přelomu let 1918/1919 město řídil jakožto vládní komisař). Byl duchovním otcem projektu „Velká Olomouc – město hospodářsky silné, kulturně vynikající a sociálně vyspělé“. Za jeho řízení městských záležitostí byly položeny základy demokratické správě města, podařilo se mu udržet korektní vztahy mezi zde žijícími Čechy a Němci. Z prostředků vedení města se vystavělo osm škol a další veřejné budovy, byla řešena dopravní situace ve městě, rozvíjely se městské parky a zahradnická výzdoba města. V roce 1939 byl ze své funkce sesazen okupačními orgány.

### Rodina
Narodil se do rodiny sládka. Měl syna Lubomíra Fischera, Miroslava a dceru Dagmar.